# Poros alveolares
Los poros alveolares o poros de Kohn son orificios que se encuentran en los tabiques interalveolares en los pulmones, que permiten la circulación de aire desde un alvéolo hacia otro. Su función es la distribución homogénea en el aire intralveolar. Pueden ser de gran importancia en algunos estados patólogicos en los cuales la enfermedad pulmonar obstructiva bloquea el paso normal de aire a los alvéolos. Los alvéolos distales con respecto al sitio de bloqueo pueden continuar recibiendo el aire, a través de los poros, desde un acino o un lobulillo continuo.

## Etimología
Los poros alveolares se denominan poros de Kohn en referencia al médico alemán Hans Kohn (1866-1935), quien los describió por primera vez en 1893.

## Desarrollo
Los poros de Kohn se encuentran ausentes en los recién nacidos. Se desarrollan a los 3 o 4 años de edad junto con los canales de Lambert durante el proceso de angostamiento del septa alveolar.